# Melancolia I
Melancolia I é uma gravura de 1514 criada pelo mestre alemão renascentista Albrecht Dürer e considerada uma de suas três grandes gravuras. Trata-se de uma composição alegórica que tem sido alvo de muitas interpretações. Uma das mais famosas obras dos mestres da gravura, tem sido considerada como formando um conjunto consciente de Meisterstiche juntamente com O Cavaleiro, a Morte e o Diabo (1513) e São Jerónimo no seu Gabinete (1514). Outra também citada é a de que se trata de uma alegoria da paralisia criativa de Leonardo da Vinci, o grande modelo artístico de Dürer. Ainda assim, a análise que prevalece é a de que a gravura sugere a melancolia do próprio artista e que se trata de um auto-retrato.
Na gravura, um ser alado sentado está cercado de objetos comuns à ciência e às artes. A pose da figura principal, com as mãos apoiando o rosto, tornou-se uma imagem da "alma afligida" no final do século XVI, representado no Retrato de um Jovem, de Moretto, por exemplo.
Há sugestões de que seu trabalho com a melancolia artística foi influenciada pela obra De Occulta Philosophia, de Heinrich Cornelius Agrippa, um tratado popular entre os círculos considerados humanistas na época do Renascimento. Na obra, o autor classifica o que chama de "inspirações melancólicas" e as relaciona com o trabalho artístico.
Günter Grass utlizou essa gravura para refletir sobre a política moderna, em 1972, em seu livro Aus dem Tagebuch einer Schnecke (Do Diário de um Caracol).